# Lars Alger Planander
Lars Alger Planander, född 25 december 1783 i Söderköping, Östergötlands län, död 7 december 1866 i Vikingstads församling, Östergötlands län, var en svensk präst.

## Biografi
Lars Alger Planander föddes 1783 i Söderköping. Han var son till rektorn L. A. Planander. Planander blev 1801 student vid Lunds universitet och 1803 vid Uppsala universitet. Han avlades 1806 filosofie magisterexamen och prästvigdes 25 april 1813. Den 29 januari 1823 blev han komminister i Vikingstads församling med tillträde 1824 och 4 augusti 1826 vice pastor. Planander avlade 1833 pastoralexamen och blev 5 mars 1849 kyrkoherde i Vikingstads församling, tillträde 1849. Han avled 1866 i Vikingstads församling.

## Familj
Planander gifte sig 1 februari 1825 med Brita Elisabet Wéner (1786–1869). Hon var dotter till brukspatronen Anders Wéner och Maria Kristina leffler. De fick tillsammans sonen läroverksadjunkten Johannes Planander (1829–1900) i Linköping.